# Squander Bug

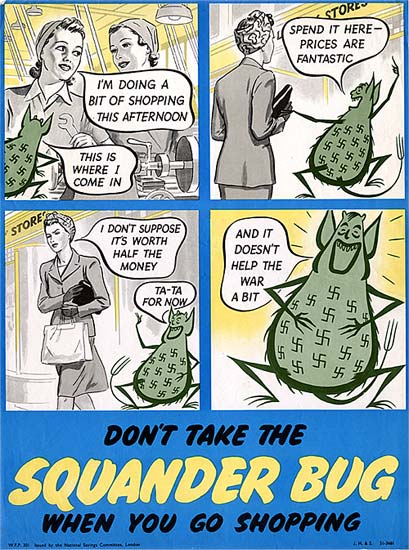
Afiș cu gândacul risipitor

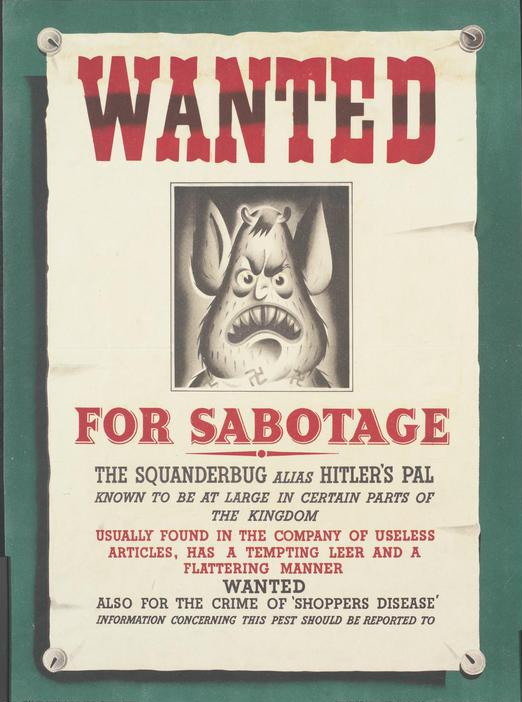
Afiș care compară risipa cu sabotajul

Squander Bug (Gândacul risipitor) a fost un personaj de propagandă din cel de-al Doilea Război Mondial creat de Comitetul Național de Economii⁠(d) britanic pentru a descuraja cheltuielile și consumul inutile. Desenat inițial de ilustratorul independent Phillip Boydell⁠(d) pentru reclame de presă, personajul a fost folosit pe scară largă de alți artiști din timpul războiului în campanii de afișaj și caricatură politică. „Gândacul risipitor” este una dintre puținele campanii de propagandă din timpul celui de-al Doilea Război Mondial care a fost complet documentată, de la schițele conceptuale originale până la reclamele finalizate.:62.

## Crearea personajului
În timpul celui de-al Doilea Război Mondial, Comitetul Național de Economii a devenit îngrijorat de faptul că se plăteau prețuri umflate pentru bunuri de consum rare și a considerat că banii ar fi mai bine cheltuiți pe certificate de economii pentru finanțarea războiului:21. Comitetul a fost de părere că este necesară o modalitate de ridiculizare cheltuielile exagerate, fără ca aceasta să fie devină plictisitoare sau să fie considerată autoritară. 
Pentru a răspunde acestei nevoi, Boydell a realizat o serie de șase schițe înfățișând o creatură asemănătoare unui drăcușor, numită „Money Grub” (Viermele banilor) , care putea „împinge, trage, zgâria, mușca și fura”. Conceptul a fost acceptat aproape ca atare, în afară de nune, care a fost schimbat. 

Personajul a fost conceput ca o alternativă pozitivă la avertismentele interminabile ale guvernului cu privire la ceea ce nu trebuie să faci, de exemplu „Nu irosiți combustibilul” sau „Nu irosiți hârtia”. În schimb, discurs gândacului risipitor îi încurajau pe cumpărători să își irosească banii pe achiziții inutile, însoțite de legende care îi îndemnau pe consumatori să lupte sau să înfometeze creatura. În cele din urmă, personajul a căpătat tatuaje cu svastici și a fost chiar plasat în Muzeul figurilor de ceară Madame Tussauds alături de alți inamici de război, precum Adolf Hitler și Benito Mussolini:80.

## Utilizare
Boydell a fost implicat în principal în dezvoltarea gândacului risipitor pentru reclamele din presă, dar personajul a fost adaptat și pentru a fi folosit în campanii de afișare cu același mesaj. Caricaturiști britanici din timpul războiului, precum David Low și Carl Giles⁠(d) au folosit, de asemenea, personajul, uneori în mod ironic. De exemplu, Victor Weisz⁠(d) a ironizat lipsa de forță de muncă din Germania Nazistă oferindu-i lui Hitler propria pereche de gândaci risipitori.
Personajul a dobândit o reputație internațională, iar o versiune adaptată a fost folosită în Australia, unde Squander Bug a primit o înfățișare japoneză. Un personaj Squander Bug a fost, de asemenea, creat de Dr. Seuss pentru a-i încuraja pe americani să cumpere obligațiuni de război, deși designul era destul de diferit de versiunea lui Boydell.

## În film
Squander Bug este menționat în sitcomul britanic Dad's Army⁠(d) (1968-1977), în episodul „Knights of Madness” (seria a 9-a, episodul 3), în care soldatul Frank Pike (interpretat de Ian Lavender⁠(d)) care se îmbracă în insectă.